# Trabant (unité militaire)
Pour les articles homonymes, voir Trabant.

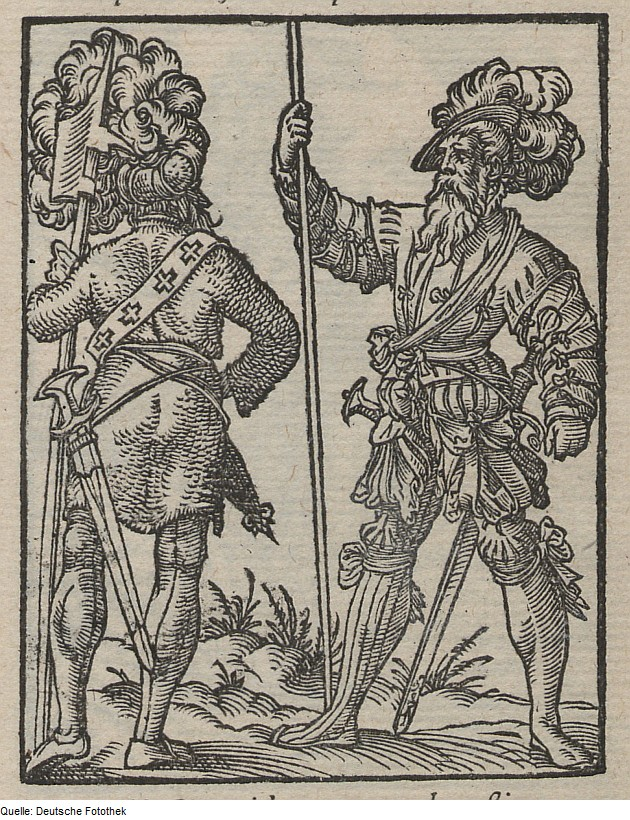
Trabants allemands en 1568

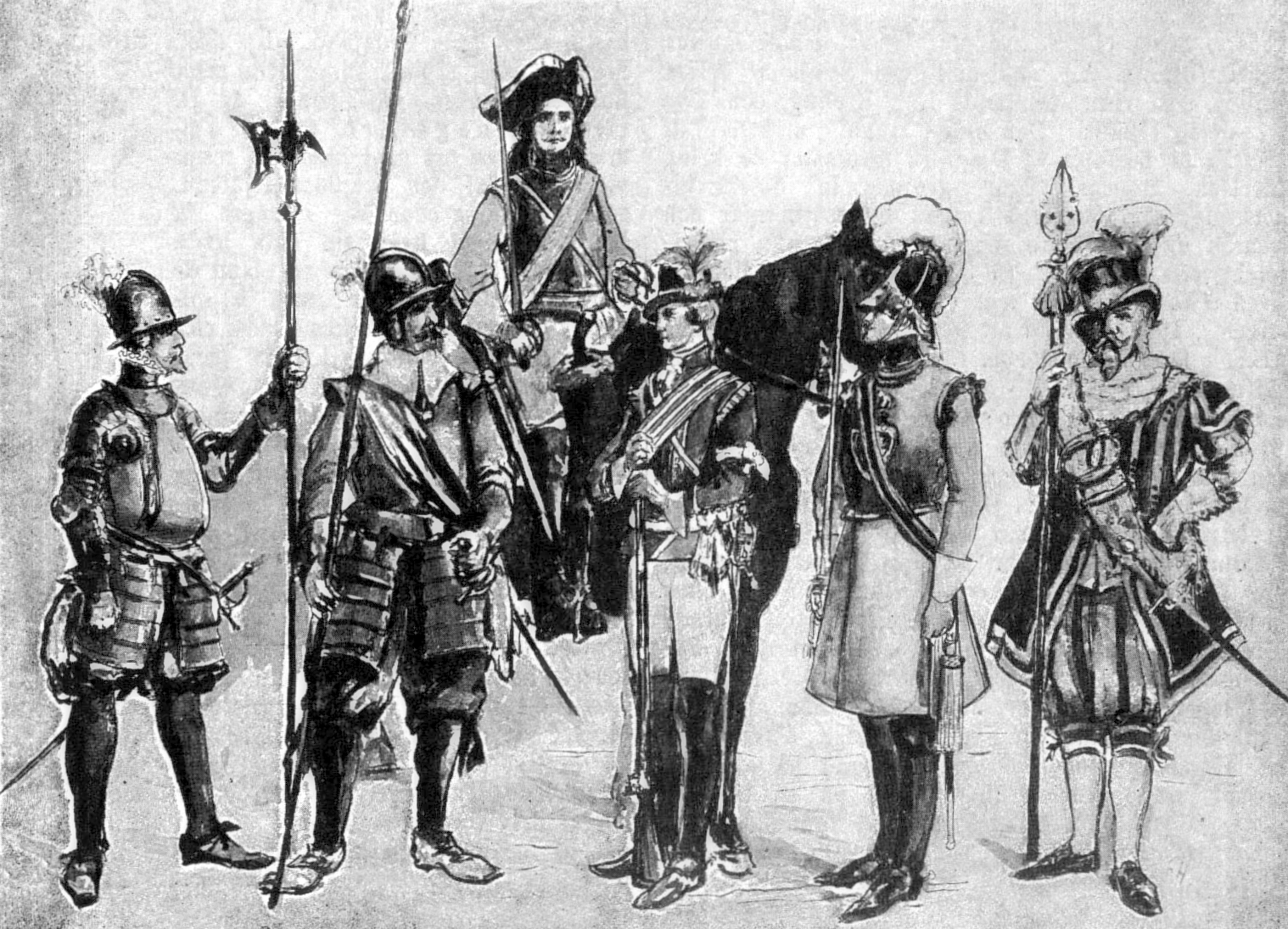
Trabants suédois, 1560-1844

Un trabant (en italien trabanti, de l'allemand traben, « trotter » ; en latin : satellites ) était le nom donné, particulier au Moyen Âge, à une certaine catégorie d'unités militaires de type garde du corps, qui voyageait généralement à pied (par opposition aux cavaliers). Le rôle du trabant était de protéger un membre de l'aristocratie, un haut fonctionnaire ou un officier supérieur des lansquenets ; et d'exécuter ses ordres. Pendant longtemps, il était d'usage pour les trabants de s'habiller d'un bas court blanc et d'un gilet à l'espagnole. Autrefois, ils étaient armés d'une hallebarde et d'un poignard. Plus tard, ils ont également été utilisés comme unités de cavalerie.
Les gardes trabant formaient fréquemment le noyau des gardes royales même si, dans certains États comme le Brandebourg, elles jouaient également le rôle de troupes de campagne. Les Gardes du Corps étaient formés des 2 compagnies de trabants au service de Frédéric-Guillaume, électeur de Brandebourg, qui combattirent avec lui en 1675 à la bataille de Fehrbellin.
Dans l'ordre de bataille déterminé en 1682 pour la nouvelle armée saxonne, il y avait 172 chevaux répertoriés dans les Gardes Trabants à Cheval (Trabanten-Leibgarde zu Roß) ainsi que 65 hommes dans les Gardes Trabants à Pied (Leibgarde der Fuß-Trabanten). Charles XII de Suède s'est auto-proclamé capitaine du corps réformé des Drabants en 1700, lequel a eu beaucoup de succès au début de la Grande Guerre du Nord. En 1701, les Gardes du Corps saxons sont formés à partir des trabants saxons. Ce régiment saxon a disparu lors de l'invasion française de la Russie en 1812 sous Napoléon. Lors de la marche sans fin sur Moscou et la retraite qui s'ensuivit, presque tous les trabants ont perdu la vie. Le roi de Saxe n'a par la suite pas décidé de rétablir ce régiment de gardes.

## Littérature
- Johannes Anton Larraß: Geschichte des Königlich Sächsischen 6. Infanterie-Regiments Nr 105 und seine Vorgeschichte 1701 bis 1887. Druck : HL Kayser, Strasbourg i. E., 1887.
- Sachsens-Militär-Vereinskalender Jahrgang 1915, Buchdruckerei Der Kamarad, Hrsg. FL Staub, Dresde (1914)